# Hugo Oldevig
Hugo Johan Oldevig, född den 3 december 1879 i Brunskogs socken i Värmland, död den 17 april 1968 i Göteborg, var en svensk zoolog och skolman. Han var sonson till Hans Fredric Oldevig och brorson till Johan Oldevig.
Oldevig blev filosofie licentiat vid Uppsala universitet 1912 och var adjunkt vid Östra realskolan i Göteborg 1934–1944. Oldevig var expert på kräftdjur. Hans viktigaste skrift är Sveriges amphipoder (1933).